# Piña de Campos
Piña de Campos è un comune spagnolo di 259 abitanti situato nella comunità autonoma di Castiglia e León, comarca di Tierra de Campos.